# 石油醚
石油醚（Petroleum ether）是一種轻质石油產品，其沸程为30～150℃，主要由戊烷和己烷組成，收集的溫度區間一般为30℃左右，一般有30～60℃、60～90℃、90～120℃等沸程規格。雖然名稱有"醚"但其為含許多碳氫化合物的混合物，與含有氧的醚類化合物不同。

## 性质
无色极易燃的透明液体，有煤油气味。相对密度约为0.63～0.66。不溶于水，溶于无水乙醇、氯仿、苯、油类等多数有机溶剂。主要由戊烷和己烷组成，也含有少量不饱和烃。易挥发，极性0.01，为弱极性有机溶剂，常与强极性有机溶剂混合，配置成薄层層析的展开剂和管柱層析的沖提剂。

## 用途
主要用作溶剂，用来提取油脂或作为色谱分析的溶剂和展开剂、医用和农药生产中的萃取剂